# Bublinková komora

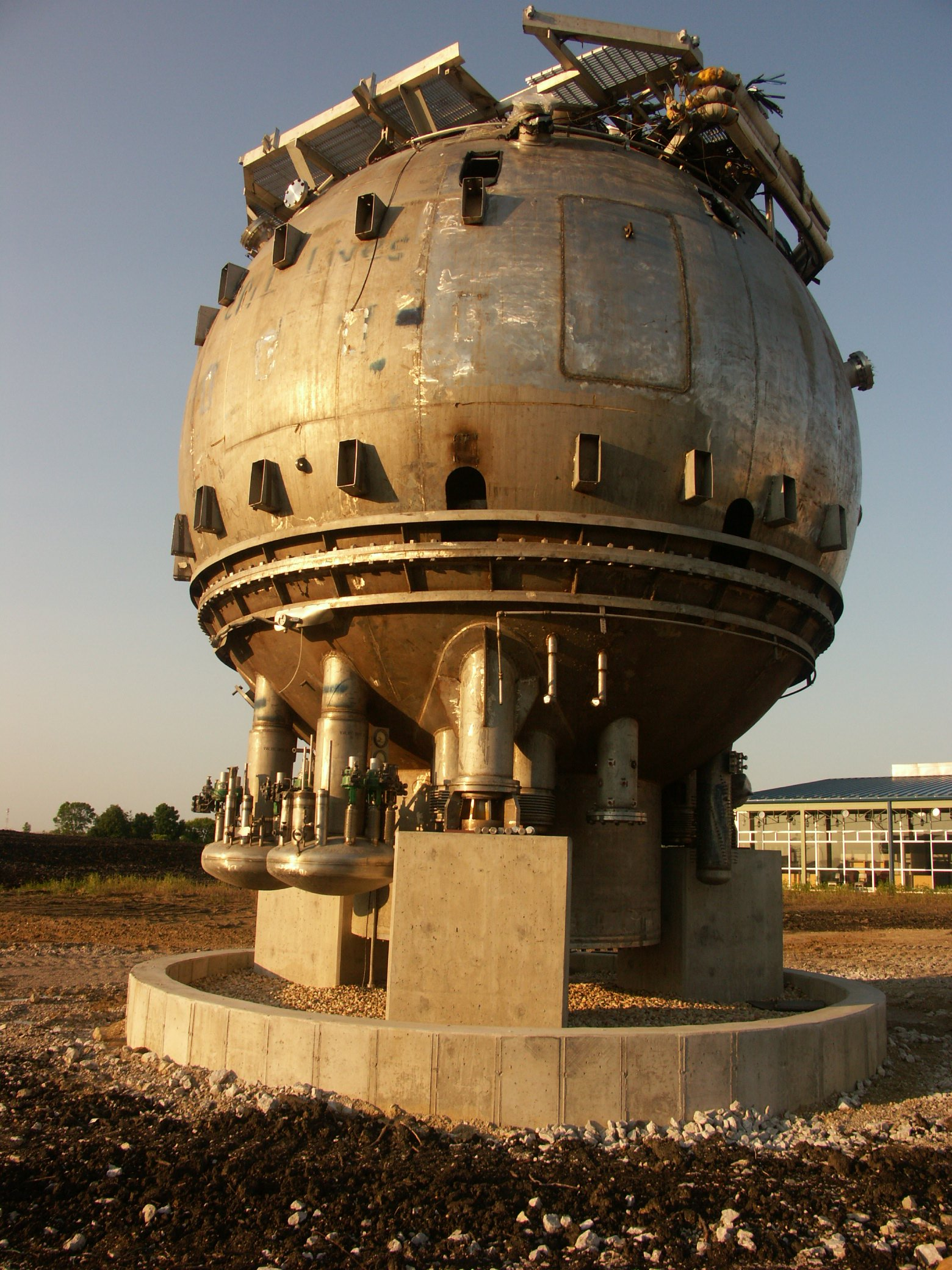
Vyřazená 15stopá bublinková komora ve Fermilabu.

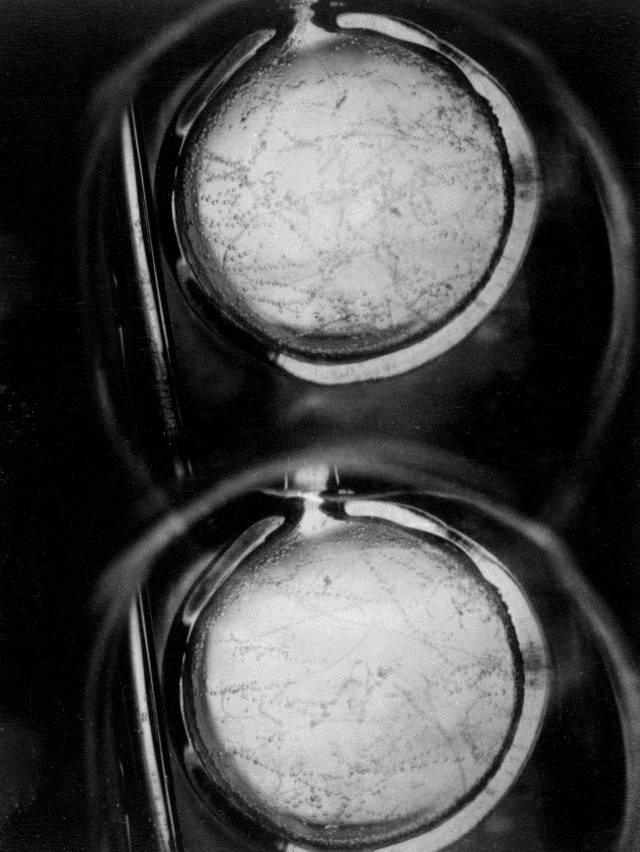
První stopy pozorované v 1,5 palcové (~3.8 cm) vodíkové bublinkové komoře Johna Wooda v roce 1954.

V bublinkové komoře (také bublinová komora) je nádoba naplněna přehřátou transparentní kapalinou (většinou kapalným vodíkem), která se používá k detekci elektricky nabitých částic pohybujících se přes tuto kapalinu. Komoru vynalezl v roce 1952 Donald A. Glaser a za tento objev získal Nobelovu cenu za fyziku pro rok 1960. Glaser byl údajně inspirován bublinkami ve sklenici piva, nicméně v roce 2006 v rozhovoru tento příběh vyvrátil, ačkoli prohlásil, že pivo nebylo inspirací pro bublinovou komoru, ale dělal pokusy s použitím piva, kterým vyplňoval rané prototypy komory.
Mlžná komora funguje na stejném principu jako bublinková komora, ale je založena na přesycené páře, nikoli na přehřáté kapalině. Bublinková komora byla široce používána v minulosti, ale v 21. století je většinou nahrazena drátěnou komorou a jiskrovou komorou. Historicky pozoruhodné bublinkové komory jsou Big European Bubble Chamber (BEBC) a Gargamelle.

## Funkce a použití

Schéma bublinkové komory

Bublinková komora je podobná mlžné komoře a to jak v aplikaci, tak v základním principu. Obvykle je vyrobena jako velký válec naplněný kapalinou zahřívanou těsně pod její bod varu. Jakmile částice vstoupí do komory, pohybem pístu dojde k náhlému poklesu tlaku a kapalina vstupuje do přehřáté metastabilní fáze. Nabité částice vytvoří ionizační stopu, kolem které se kapalina vypařuje za tvorby mikroskopických bublinek. Hustota bublinek podél dráhy je úměrná ztrátě energie částice.
Bubliny rostou ve velikosti tak, jak se komora rozšiřuje, dokud nejsou dostatečně velké, aby je bylo možné pozorovat nebo vyfotografovat. Kolem komory je rozmístěno několik kamer, což umožňuje zachytit trojrozměrný obraz událostí. Byly provozovány bublinkové komory s rozlišením až několika mikrometrů.
Celá komora je v konstantním magnetickém poli, které způsobuje, že nabité částice cestují po spirálovitých drahách, jejichž poloměr je určen jejich poměrem náboje ku hmotnosti a jejich rychlostí. Protože velikost náboje všech známých nabitých, dlouho žijících subatomárních částic je stejná jako u elektronu, jejich poloměr zakřivení musí být úměrný jejich hybnosti. Proto na základě měření jejich poloměr zakřivení může být určena jejich hybnost.
Mezi pozoruhodné objevy uskutečněné díky bublinkové komoře patří objev slabých neutrálních proudů v komoře Gargamelle (CERN) v roce 1973, který naznačil správnost teorie elektroslabých interakcí a vedl k objevu W a Z bosonů v roce 1983 (v UA1 a UA2 experimenty). V nedávné době byly bublinkové komory použity při výzkumu potenciálních částic temné hmoty WIMPů, v experimentech SIMPLE, COUPP, PICASSO a PICO.

## Nevýhody
I když byly bublinkové komory byly v minulosti velmi úspěšné, mají pouze omezené použití v moderních experimentech fyziky vysokých energií, a to z řady důvodů:
- Nutnost fotografického zaznamenávání místo 3D digitálního snímání komplikuje a zpomaluje výzkumnou práci, a to zejména v experimentech, které musí být mnohonásobně opakovány a analyzovány.
- Přehřátá fáze musí být připravena v přesném okamžiku srážky, což komplikuje detekci krátce žijících částic.
- Bublinkové komory nelze zhotovit natolik rozměrné a masivní, aby mohly analyzovat vysokoenergetické srážky, kde by všechny produkty měly být obsaženy uvnitř detektoru.
- Vysoce energetické částice mohou mít příliš velký poloměr dráhy letu na to, aby byly přesně měřeny v relativně malé komoře, což brání přesnému odhadu hybnosti.

Vzhledem k těmto důvodům byly bublinkové komory do značné míry nahrazeny drátěnými komorami, které umožňují měření energie částic ve stejnou dobu. Další alternativní technika je jiskrová komora.